# 埼玉県道59号羽生妻沼線

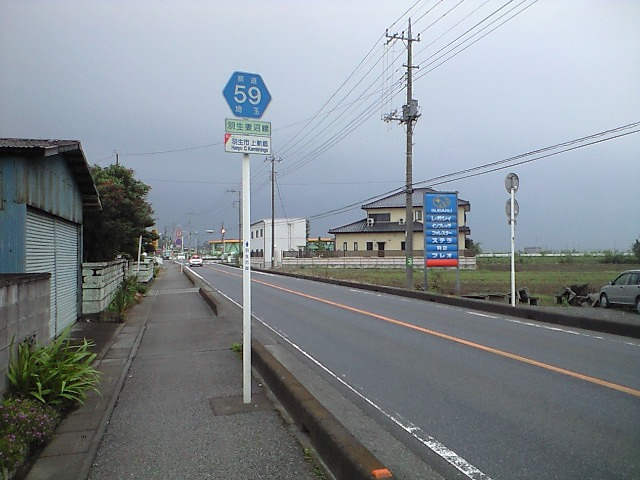
羽生市大字上新郷地区

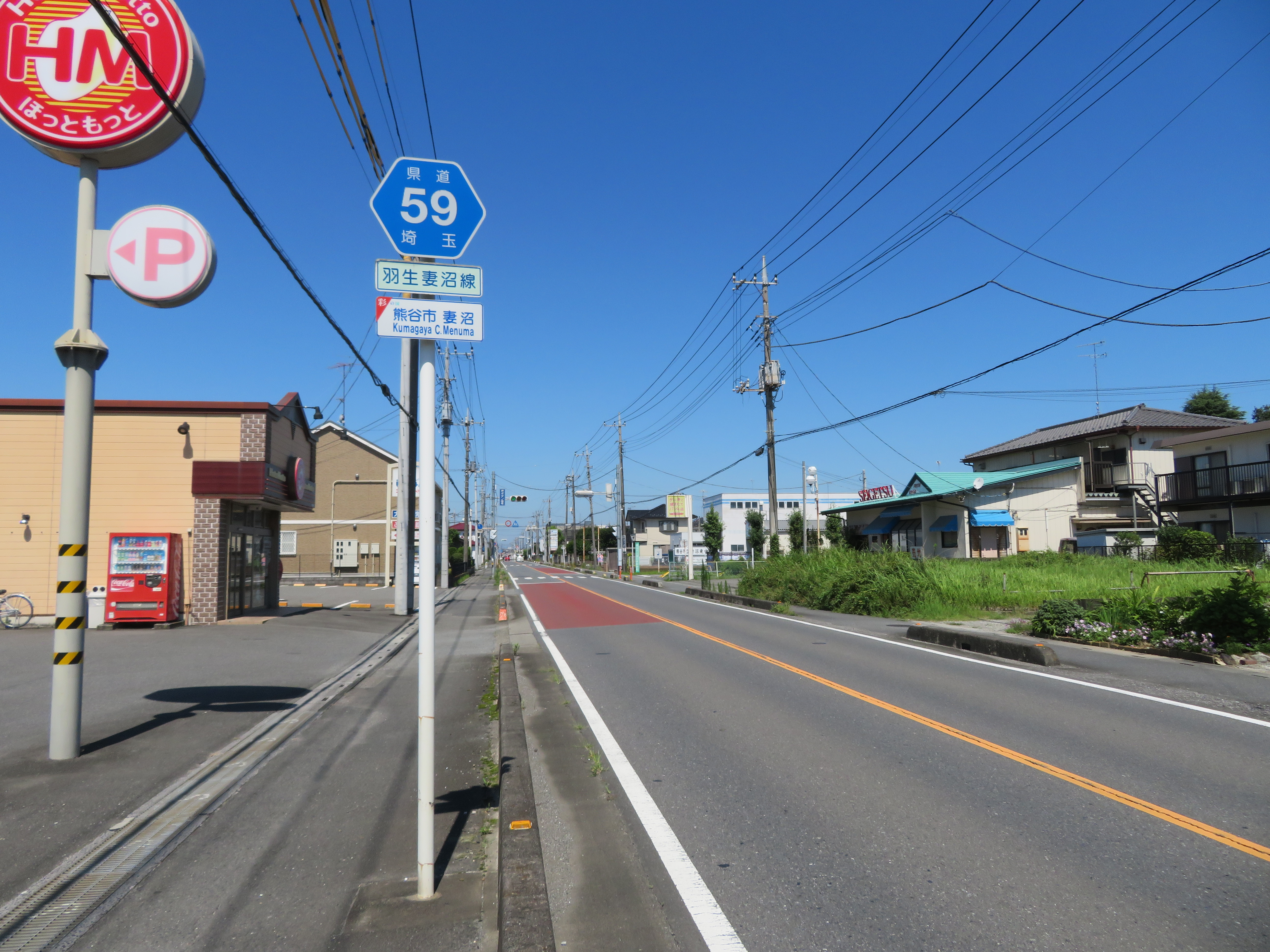
熊谷市妻沼地区

埼玉県道59号羽生妻沼線（さいたまけんどう59ごう はにゅうめぬません）は、埼玉県羽生市小須賀から熊谷市妻沼に至る県道（主要地方道）である。

## 概要
国道122号との交差点を起点とし、埼玉県熊谷市妻沼の国道407号、埼玉県道45号本庄妻沼線を結ぶ県道（主要地方道）である。連続する埼玉県道45号本庄妻沼線と合わせ、埼玉県の最も北側を走る県道（主要地方道）の一つであり、利根川の南側を並走する路線である。
2007年4月1日には他の県道路線名が、市町村合併に伴い一部変更されたが、熊谷市の市街地と羽生市を結ぶ埼玉県道128号熊谷羽生線があるため、当路線名の変更は行われていない。

## 路線データ
- 起点：羽生市小須賀（国道122号 小須賀交点）
- 終点：熊谷市妻沼（国道407号 登戸交差点）
- 路線延長：15,76m

## 通過する自治体
- 埼玉県
  - 羽生市
  - 行田市
  - 熊谷市

## 交差する道路
- 国道122号（羽生市小須賀）
- 埼玉県道7号佐野行田線（羽生市愛宕神社前）
- 埼玉県道83号熊谷館林線（行田市北河原 - 熊谷市秦小入口 ※ 重複区間）
- 埼玉県道359号葛和田新堀線（熊谷市葛和田） ※ 83号との重複区間内
- 埼玉県道263号弁財深谷線（熊谷市弁財）
- 埼玉県道341号太田熊谷線（熊谷市妻沼 - 聖天山前） ※ 重複区間
- 国道407号、埼玉県道45号本庄妻沼線（熊谷市登戸）

## 沿道の主な施設
羽生市
- 愛宕塚古墳

行田市
- 行田市立須加小学校（2022年3月閉校[1]）
- 行田市須加公民館
- 行田須加郵便局
- 利根大堰
- 行田警察署須加駐在所
- 行田市老人福祉センター
- 行田市立北河原小学校（2022年3月閉校[1]）
- 行田北河原郵便局

熊谷市
- 熊谷市立秦小学校
- 日清シスコ東京工場
- 能美防災メヌマ工場
- 熊谷市立妻沼東中学校
- 熊谷警察署妻沼交番
- 熊谷市立妻沼小学校
- 妻沼聖天山

## 道路愛称
- 縁結び通り：熊谷市妻沼、聖天山前交差点 - 登戸交差点（終点）